# A csodabogyó
A csodabogyó az Üzenet a jövőből – A Mézga család különös kalandjai című magyar rajzfilmsorozat második része, a sorozat epizódjaként a Mézga család második része, amelyet 1969-ben készítették.

## Cselekmény
Paula vendégeket hív, akiknek szálka nélküli halászlét ígér. Halat venni épp nincs elegendő pénzük, ezért Géza elmegy horgászni, hogy legyen miből megfőzni. Sajnos csak egy icike-picike halat tud fogni, amit Kriszta odaad Maffiának, mivel leveshez semmiképp sem elég. 
Egy hirtelen ötlettől vezérelve Géza bemegy Aladár szobájába és felhívja MZ/X-et, hátha tud segíteni. Közli vele, nincs elegendő „dohányuk” halat venni. MZ/X először nem érti, hogy mi a gond, mert nem tudja, hogy mi az a pénz, és halpikkelynek (halpénz) gondolja azt. Amikor köbükapja szinonimákat használ a pénzre („guba, dohány, lé”), akkor pedig azt hiszi, hogy dohánylével akar pikkelyes halat permetezni. Gézának végül sikerül elmagyaráznia, hogy az a baj, hogy nincs ennivalójuk. MZ/X ekkor egy jövőbéli „szupertápot”, afféle csodabogyót küld Mézgáéknak. Elmondja Gézának, hogy minden egyes bogyó egy heti táplálékot tartalmaz, de ezt sem Géza, sem Aladár nem hallja, mert begerjed az időkibővítő készülék. 
Amikor megjönnek a vendégek (Oszkár bácsi és Józsa néni, akik Paula rokonai, illetve Géza főnöke, és Máris szomszéd), csodabogyó a vacsorájuk. Mivel Géza nem tudja, hogy egy embernek egy bogyó egy hétre elegendő, kiönti egy tálba a vendégeknek, akik afféle cukorka módjára elcsemegézik.
A következmények drámaiak. A vendégek ott az asztalnál pillanatok alatt elhíznak, ruhájuk is lereped róluk, pánikszerűen elmenekülnek, Gézáék pedig a házuk körül kezdenek futni, hogy lefogyjanak. Futás közben Paulának szokás szerint eszébe jut édesanyja intelme, miszerint nem Mézga Gézát, hanem Hufnágel Pistit kellett volna választania.

## Alkotók
- Rendezte: Nepp József
- Írta: Nepp József, Romhányi József
- Zenéjét szerezte: Deák Tamás
- Operatőr: Bacsó Zoltán, Klausz Alfréd, Nagy Csaba
- Hangmérnök: Horváth Domonkos
- Vágó: Czipauer János
- Tervezte: Bánki Katalin
- Háttér: Szoboszlay Péter
- Rajzolták: Macskássy Katalin, Szemenyei Mária
- Animációs munkatárs: Gémes József
- Munkatársak: Ács Karola, Csonkaréti Károly, Hódy Béláné, Kiss Lajos, Kökény Anikó, Lőrincz Árpád, Paál Klára, Stadler János, Szabó Judit, Szántai Lajosné, Tormási Gizella, Zoltán Annamária
- Színes technika: Boros Magda, Dobrányi Géza, Fülöp Géza, Kun Irén
- Tanácsadók: Balla Katalin, Gáll István, Székely Sándorné
- Gyártásvezető: Kunz Román

Készítette a Magyar Televízió megbízásából a Pannónia Filmstúdió

## Szereplők
- Mézga Géza: Harkányi Endre
- Mézgáné Rezovits Paula: Győri Ilona
- Mézga Kriszta: Földessy Margit
- Mézga Aladár: Némethy Attila
- Dr. Máris Ottokár: Tomanek Nándor
- MZ/X: Somogyvári Rudolf
- Oszkár bácsi: Alfonzó
- Józsa néni: Hacser Józsa
- Vezérigazgató: Deák B. Ferenc
- Öreg: Horváth Pál
- Regina: Tóth Judit
- Ferdinánd: Fodor Tamás